# Асенсьон (муниципалитет)
Асенсьо́н (исп. Ascensión) — муниципалитет в Мексике, штат Чиуауа с административным центром в одноимённом городе. Численность населения, по данным переписи 2010 года, составила 23 975 человек.

## Общие сведения
Название Ascensión дано в честь праздника Воскресение Иисуса Христа.
Площадь муниципалитета равна 12860 км², что составляет 5,2 % от общей площади штата, это четвёртый размер в штате и семнадцатый в стране, а наивысшая точка — 1460 метров, расположена в поселении Аньо-Нуэво.
Он граничит с другими муниципалитетами штата Чиуауа: на востоке с Хуаресом, на юго-востоке с Аумадой, на юге с Буэнавентурой и Нуэво-Касас-Грандесом, и на западе с Ханосом, а на севере проходит государственная граница с Соединёнными Штатами Америки.

## Учреждение и состав
Муниципалитет был образован 18 ноября 1893 года, в его состав входят 182 населённых пункта, самые крупные из которых:
| Код INEGI | Населённый пункт                                                               | Численность населения (2005 год) | Численность населения (2010 год) |
| --------- | ------------------------------------------------------------------------------ | -------------------------------- | -------------------------------- |
| 005       | Всего                                                                          | 22392                            | 23975                            |
| 0001      | Асенсьон (исп. Ascensión) 31°05′34″ с. ш. 107°59′47″ з. д.                     | 10961                            | 13456                            |
| 0068      | Пуэрто-Паломас (исп. Puerto Palomas de Villa) 31°46′16″ с. ш. 107°38′08″ з. д. | 5748                             | 4866                             |
| 0034      | Гуадалупе-Виктория (исп. Guadalupe Victoria) 31°32′03″ с. ш. 107°44′19″ з. д.  | 1345                             | 1369                             |
| 0479      | Эль-Бисмарк (исп. El Bismarck) 31°13′44″ с. ш. 107°34′45″ з. д.                | 979                              | 885                              |
| 0424      | Энтронке (исп. Entronque (Ley Seis de Enero)) 31°28′06″ с. ш. 107°36′31″ з. д. | 697                              | 745                              |
| 0148      | Колония-Модело (исп. Colonia Modelo) 31°30′40″ с. ш. 107°36′36″ з. д.          | 351                              | 348                              |

## Экономика
По статистическим данным 2000 года, работоспособное население занято по секторам экономики в следующих пропорциях: сельское хозяйство, скотоводство и рыбная ловля — 26,4 %, промышленность и строительство — 33,2 %, сфера обслуживания и туризма — 36,4 %, прочее — 4 %.

## Инфраструктура
По статистическим данным 2010 года, инфраструктура развита следующим образом:
- электрификация: 97 %;
- водоснабжение: 97,2 %;
- водоотведение: 88,1 %.

## Фотографии
- Улица в Асенсьоне
- Заснеженное взгорье муниципалитета
- Клиника Виста и отель Fierro